# Prefektura Fukushima
Prefektura Fukushima (jap. 福島県 Fukushima-ken) – prefektura znajdująca się w regionie Tōhoku, na wyspie Honsiu, w Japonii. Jej stolicą jest miasto Fukushima. Ma powierzchnię 13 784,14 km². W 2020 r. mieszkały w niej 1 833 152 osoby, w 740 089 gospodarstwach domowych  (w 2010 r. 2 029 064 osoby, w 719 441 gospodarstwach domowych) .

## Geografia
Fukushima, prefektura położona na północno-wschodnim wybrzeżu wyspy Honsiu nad Oceanem Spokojnym. Jest trzecią prefekturą w Japonii pod względem powierzchni i najbardziej na południe wysuniętą prefekturą regionu Tōhoku. Geograficznie dzieli się na regiony (z zachodu na wschód): Aizu, Nakadōri, Hamadōri.
Region Hamadōri leży nad Oceanem Spokojnym i jest najbardziej płaski. Region Nakadōri to rolniczy teren w sercu prefektury ze stolicą w Fukushimie. Górzysty region Aizu posiada malownicze jeziora i bujne lasy. Zimą występują obfite opady śniegu.
Graniczy z prefekturami: Yamagata, Ibaraki, Tochigi, Gunma, Miyagi, Niigata.

### Miasta
Miasta prefektury Fukushima:
| - Aizuwakamatsu - Date | - Fukushima (stolica) - Iwaki | - Kitakata - Kōriyama | - Minamisōma - Motomiya | - Nihonmatsu - Shirakawa | - Sōma - Sukagawa | - Tamura |

## Podział administracyjny
1 stycznia 2021 r. w skład prefektury wchodziło 13 większych miast (shi), 31 mniejszych (chō lub machi) i 15 gmin wiejskich (mura).
| Nazwa | Nazwa             | Nazwa      | Powierzchnia (km²) | Ludność   | Kod jednostki | Powiat           | Mapa |
| Polska nazwa | Rōmaji            | Kanji      | Powierzchnia (km²) | Ludność   | Kod jednostki | Powiat           | Mapa |
| --- | ----------------- | ---------- | ------------------ | --------- | ------------- | ---------------- | ---- |
| Aizubange | Aizubange-machi   | 会津坂下町 | 91,59              | 15 068    | 07421         | Kawanuma         |      |
| Aizumisato | Aizumisato-machi  | 会津美里町 | 276,33             | 19 014    | 07447         | Ōnuma            |      |
| Aizuwakamatsu | Aizuwakamatsu-shi | 会津若松市 | 382,97             | 117 376   | 07202         |                  |      |
| Asakawa | Asakawa-machi     | 浅川町     | 37,43              | 6 036     | 07504         | Ishikawa         |      |
| Bandai | Bandai-machi      | 磐梯町     | 59,77              | 3 322     | 07407         | Yama             |      |
| Date | Date-shi          | 伊達市     | 265,12             | 58 240    | 07213         |                  |      |
| Fukushima | Fukushima-shi     | 福島市     | 767,72             | 282 693   | 07201         |                  |      |
| Furudono | Furudono-machi    | 古殿町     | 163,29             | 4 825     | 07505         | Ishikawa         |      |
| Futaba | Futaba-machi      | 双葉町     | 51,42              | 0         | 07546         | Futaba           |      |
| Hanawa | Hanawa-machi      | 塙町       | 211,41             | 8 302     | 07483         | Higashishirakawa |      |
| Hinoemata | Hinoemata-mura    | 檜枝岐村   | 390,46             | 504       | 07364         | Minamiaizu       |      |
| Hirata | Hirata-mura       | 平田村     | 93,42              | 5 826     | 07503         | Ishikawa         |      |
| Hirono | Hirono-machi      | 広野町     | 58,69              | 5 412     | 07541         | Futaba           |      |
| Iitate | Iitate-mura       | 飯舘村     | 230,13             | 1 318     | 07564         | Sōma             |      |
| Inawashiro | Inawashiro-machi  | 猪苗代町   | 394,85             | 13 552    | 07408         | Yama             |      |
| Ishikawa | Ishikawa-machi    | 石川町     | 115,71             | 14 644    | 07501         | Ishikawa         |      |
| Iwaki | Iwaki-shi         | いわき市   | 1 232,26           | 332 931   | 07204         |                  |      |
| Izumizaki | Izumizaki-mura    | 泉崎村     | 35,43              | 6 213     | 07464         | Nishishirakawa   |      |
| Kagamiishi | Kagamiishi-machi  | 鏡石町     | 31,30              | 12 318    | 07342         | Iwase            |      |
| Kaneyama | Kaneyama-machi    | 金山町     | 293,92             | 1 862     | 07445         | Ōnuma            |      |
| Katsurao | Katsurao-mura     | 葛尾村     | 84,37              | 420       | 07548         | Futaba           |      |
| Kawamata | Kawamata-machi    | 川俣町     | 127,70             | 12 170    | 07308         | Date             |      |
| Kawauchi | Kawauchi-mura     | 川内村     | 197,35             | 2 044     | 07544         | Futaba           |      |
| Kitakata | Kitakata-shi      | 喜多方市   | 554,63             | 44 760    | 07208         |                  |      |
| Kitashiobara | Kitashiobara-mura | 北塩原村   | 234,08             | 2 556     | 07402         | Yama             |      |
| Koori | Koori-machi       | 桑折町     | 42,97              | 11 459    | 07301         | Date             |      |
| Kōriyama | Kōriyama-shi      | 郡山市     | 757,20             | 327 692   | 07203         |                  |      |
| Kunimi | Kunimi-machi      | 国見町     | 37,95              | 8 639     | 07303         | Date             |      |
| Miharu | Miharu-machi      | 三春町     | 72,76              | 17 018    | 07521         | Tamura           |      |
| Minamiaizu | Minamiaizu-machi  | 南会津町   | 886,47             | 14 451    | 07368         | Minamiaizu       |      |
| Minamisōma | Minamisōma-shi    | 南相馬市   | 398,58             | 59 005    | 07212         |                  |      |
| Mishima | Mishima-machi     | 三島町     | 90,81              | 1 452     | 07444         | Ōnuma            |      |
| Motomiya | Motomiya-shi      | 本宮市     | 88,02              | 30 236    | 07214         |                  |      |
| Nakajima | Nakajima-mura     | 中島村     | 18,92              | 4 885     | 07465         | Nishishirakawa   |      |
| Namie | Namie-machi       | 浪江町     | 223,14             | 1 923     | 07547         | Futaba           |      |
| Naraha | Naraha-machi      | 楢葉町     | 103,64             | 3 710     | 07542         | Futaba           |      |
| Nihonmatsu | Nihonmatsu-shi    | 二本松市   | 344,42             | 53 557    | 07210         |                  |      |
| Nishiaizu | Nishiaizu-machi   | 西会津町   | 298,18             | 5 770     | 07405         | Yama             |      |
| Nishigō | Nishigō-mura      | 西郷村     | 192,06             | 20 808    | 07461         | Nishishirakawa   |      |
| Ōkuma | Ōkuma-machi       | 大熊町     | 78,71              | 847       | 07545         | Futaba           |      |
| Ono | Ono-machi         | 小野町     | 125,18             | 9 471     | 07522         | Tamura           |      |
| Ōtama | Ōtama-mura        | 大玉村     | 79,44              | 8 900     | 07322         | Adachi           |      |
| Samegawa | Samegawa-mura     | 鮫川村     | 131,34             | 3 049     | 07484         | Higashishirakawa |      |
| Shimogō | Shimogō-machi     | 下郷町     | 317,04             | 5 264     | 07362         | Minamiaizu       |      |
| Shinchi | Shinchi-machi     | 新地町     | 46,70              | 7 905     | 07561         | Sōma             |      |
| Shirakawa | Shirakawa-shi     | 白河市     | 305,32             | 59 491    | 07205         |                  |      |
| Shōwa | Shōwa-mura        | 昭和村     | 209,46             | 1 246     | 07446         | Ōnuma            |      |
| Sōma | Sōma-shi          | 相馬市     | 197,79             | 34 865    | 07209         |                  |      |
| Sukagawa | Sukagawa-shi      | 須賀川市   | 279,43             | 74 992    | 07207         |                  |      |
| Tadami | Tadami-machi      | 只見町     | 747,56             | 4 044     | 07367         | Minamiaizu       |      |
| Tamakawa | Tamakawa-mura     | 玉川村     | 46,67              | 6 392     | 07502         | Ishikawa         |      |
| Tamura | Tamura-shi        | 田村市     | 458,33             | 35 169    | 07211         |                  |      |
| Tanagura | Tanagura-machi    | 棚倉町     | 159,93             | 13 343    | 07481         | Higashishirakawa |      |
| Ten’ei | Ten’ei-mura       | 天栄村     | 225,52             | 5 194     | 07344         | Iwase            |      |
| Tomioka | Tomioka-machi     | 富岡町     | 68,39              | 2 128     | 07543         | Futaba           |      |
| Yabuki | Yabuki-machi      | 矢吹町     | 60,40              | 17 287    | 07466         | Nishishirakawa   |      |
| Yamatsuri | Yamatsuri-machi   | 矢祭町     | 118,27             | 5 392     | 07482         | Higashishirakawa |      |
| Yanaizu | Yanaizu-machi     | 柳津町     | 175,82             | 3 081     | 07423         | Kawanuma         |      |
| Yugawa | Yugawa-mura       | 湯川村     | 16,37              | 3 081     | 07422         | Kawanuma         |      |
| Prefektura Fukushima | Fukushima-ken     | 福島県     | 13 784,14          | 1 833 152 | 07            |                  |      |
| * Miasta (shi) nie znajdują się w żadnym z powiatów. ** Przypisem uwagi zostały oznaczone jednostki administracyjne, których liczba mieszkańców zmniejszyła się o ponad 25% w porównaniu do 2010 r. (po katastrofie Elektrowni Atomowej Fukushima Nr 1 w 2011 r.) |                   |            |                    |           |               |                  |      |

### Góry
- Góry: Bandai (1819 m), Azuma (2035), Higashi-Azuma (1974,7), Nishi-Azuma (2035), Azuma-Kofuji (1707), Issaikyō (1948,8)

### Rzeki i jeziora
- Rzeki: Tadami (dł. 260 km), Abukuma (239), Agano (210), Kuji (124), Natsui (67), Same (65)
- Jeziora: Inawashiro (pow. 103,24 km²), Hibara (10,86), Matsukawa-ura (6,17), Akimoto (3,52), Numazawa (2,99), Oze-numa (1,81), Onogawa (1,73)[5].

## Historia

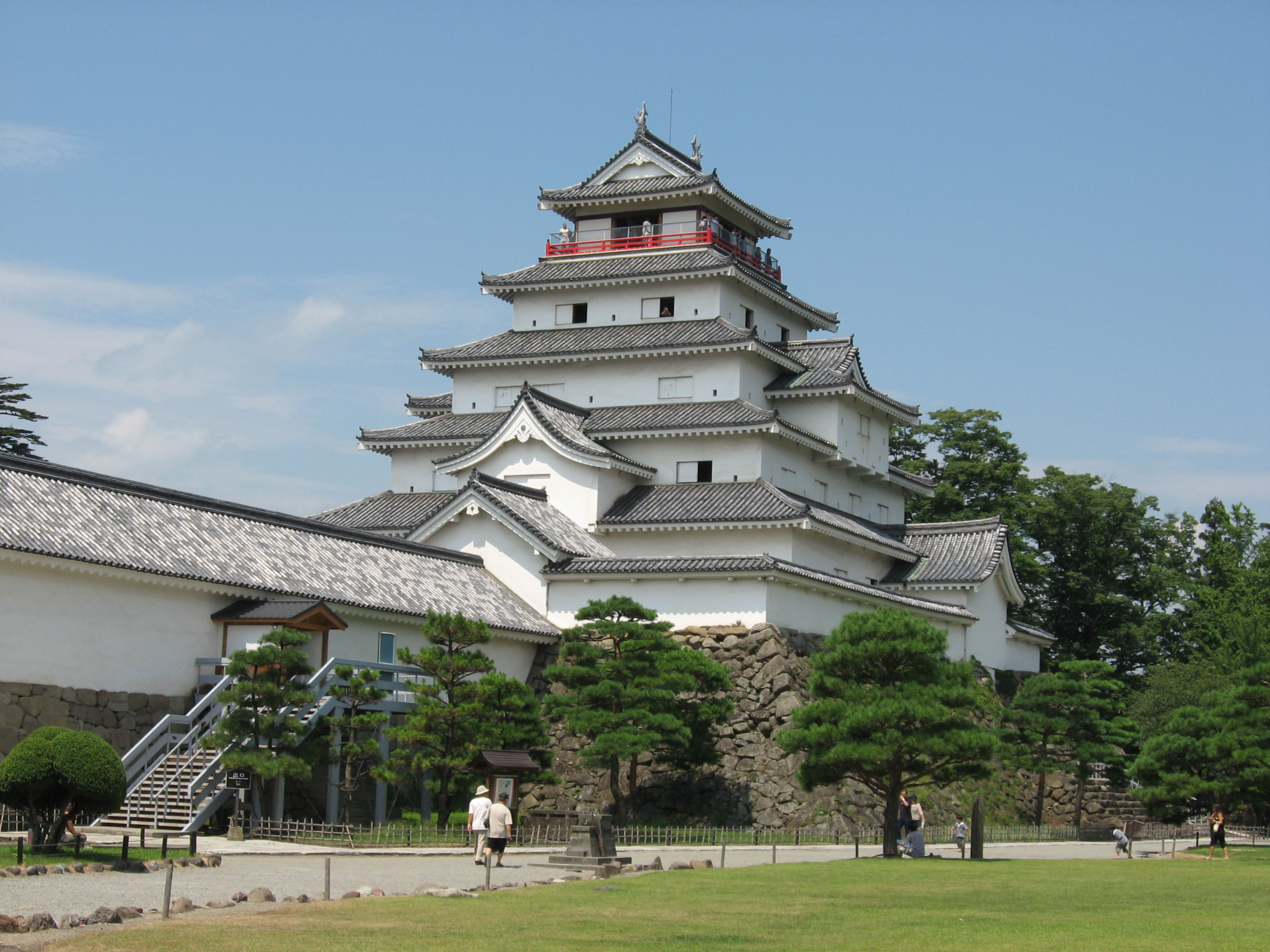
Zamek Aizuwakamatsu

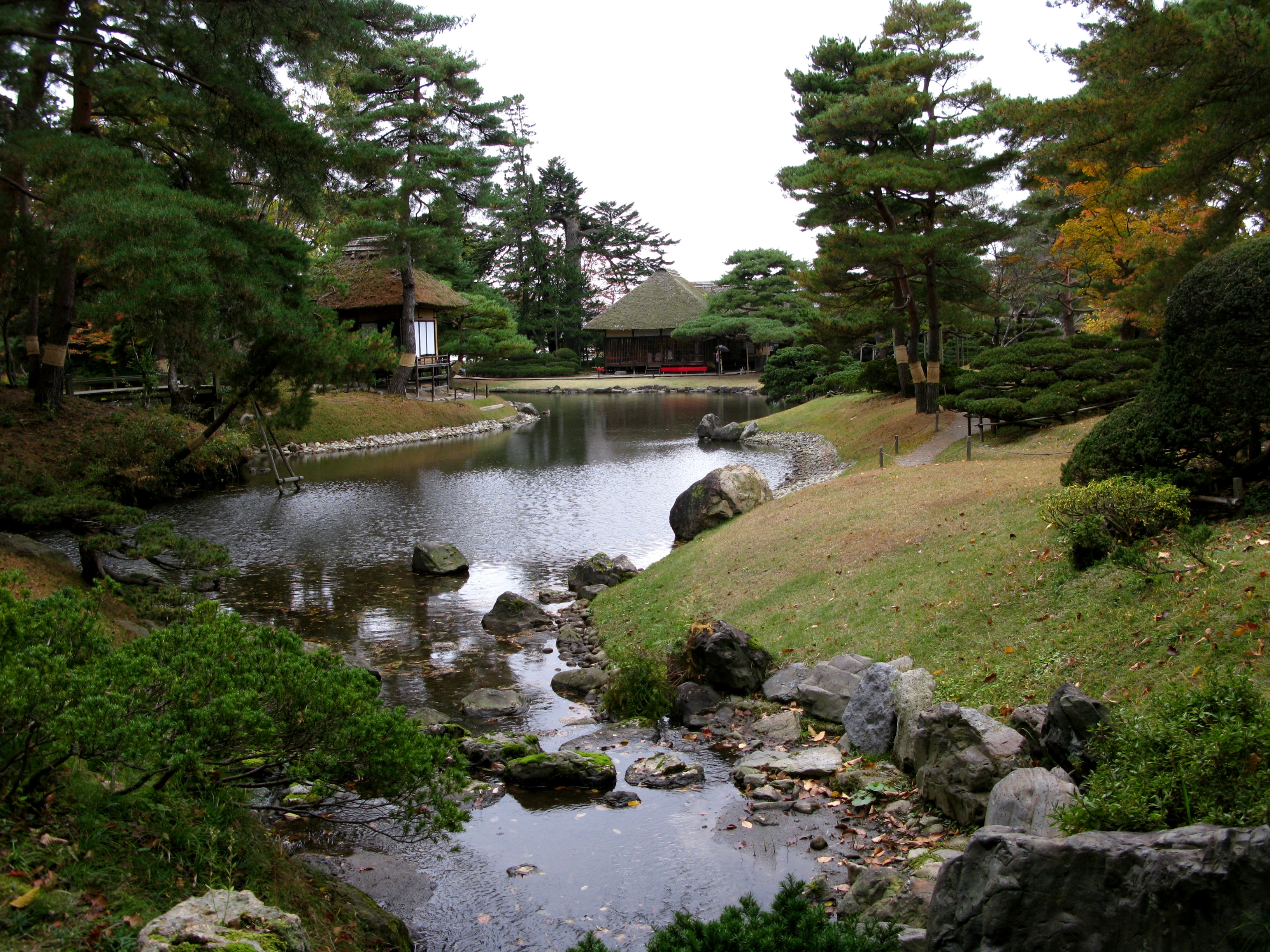
Aizu Matsudaira’s Royal Garden, Oyakuen (Ogród Ziół)

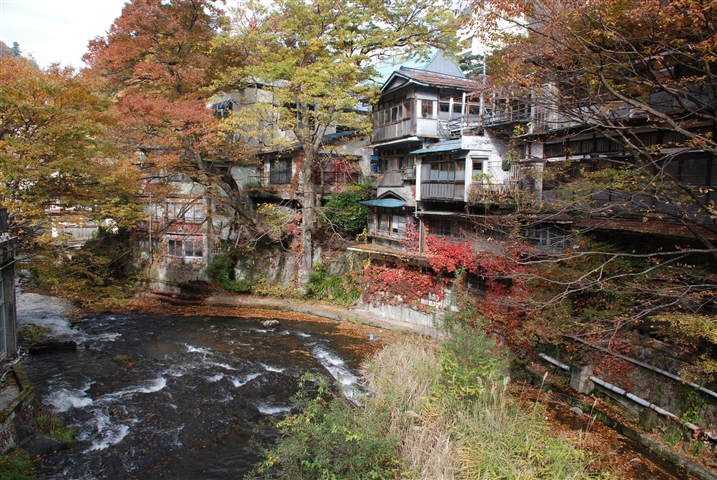
Higashiyama Onsen

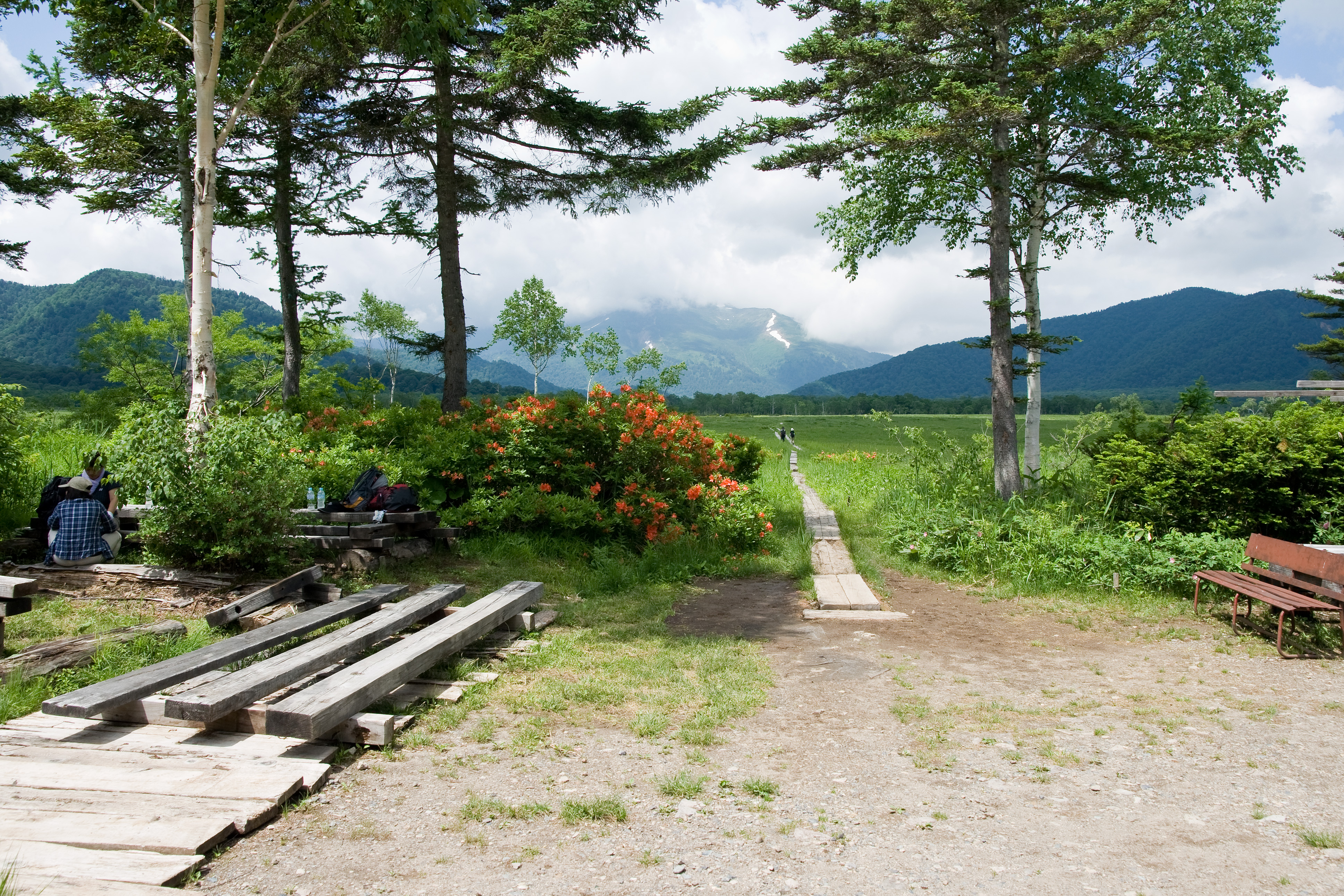
Wejście na mokradła Oze-ga-hara

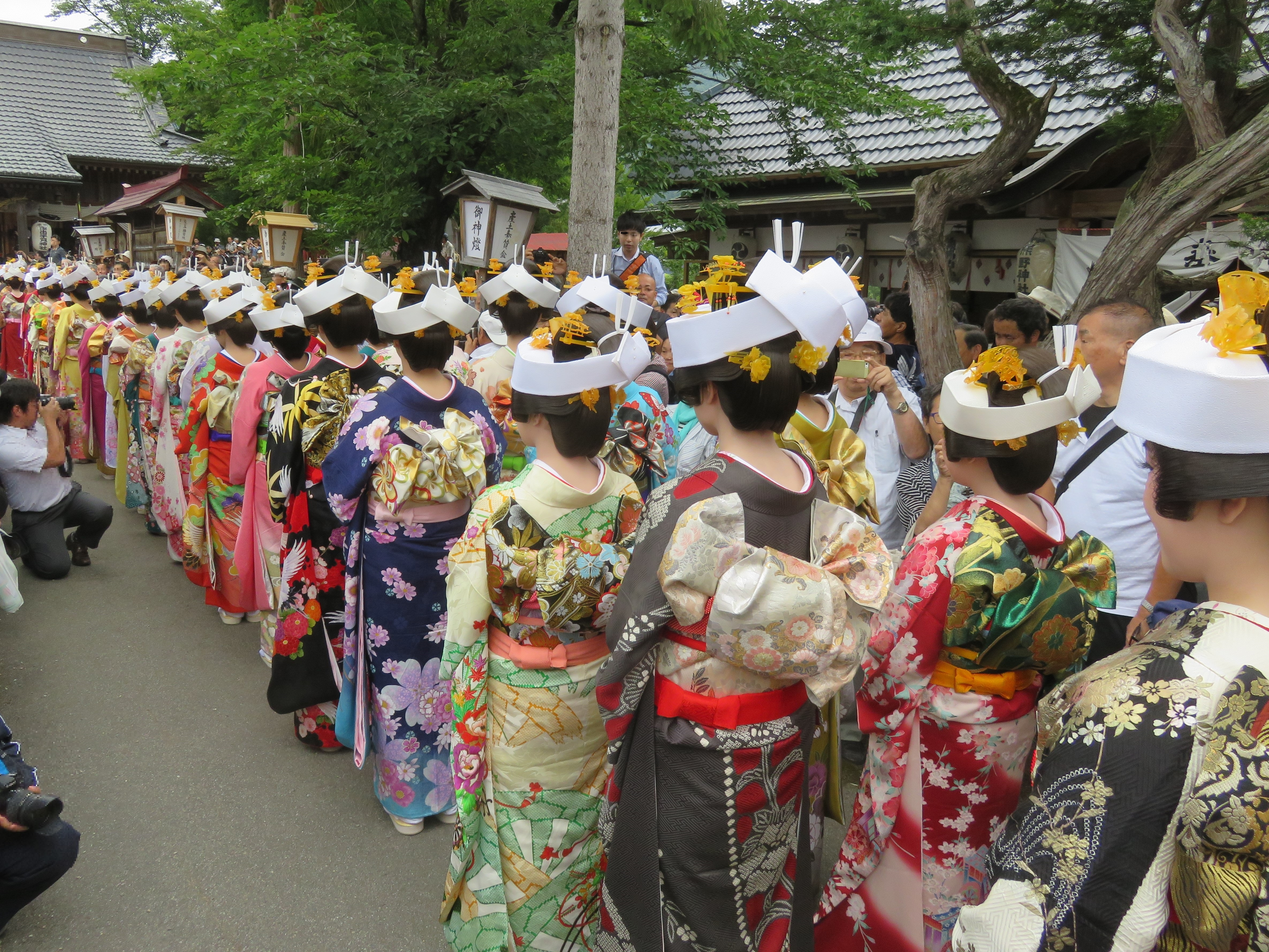
Aizu-Tajima Gion Festival

W czasach starożytnych (IV w n.e.) obszar prefektury Fukushima należał do prowincji Yamato. W V w n.e. tereny obecnej prefektury stanowiły granicę przed barbarzyńcami z północy. W 646 r. n.e. po reformach Taika tereny przyłączono do prowincji Mutsu. W 1293 r. tereny Michinoku i Ōshū zostały podbite przez cesarza Subaru.

### Wydarzenia chronologiczne
- IV w. n.e. – tereny należały do prowincji Yamato
- 646 r. n.e. – reforma Taika i powstanie prowincji Mutsu
- 14 lipca 1871 r. – likwidacja systemu han. Wszystkie hany stały się „prefekturami”

## Gospodarka
Rejon nadmorski tradycyjnie specjalizuje się w rybołówstwie i przetwórstwie owoców morza. Natomiast rejony w głębi lądu skupiają się głównie na rolnictwie. Ostatnio silnie rozwijany jest przemysł elektroniczny i związany z nim software. Ponadto na wybrzeżu zlokalizowano infrastrukturę produkującą energię elektryczną (znajdują się tam elektrownie atomowe).

### Katastrofa elektrowni
W marcu 2011 roku Elektrownia jądrowa Fukushima Nr 1 uległa awarii w wyniku trzęsienia ziemi i następującego po nim tsunami.

### Banki
- Bank Tōhō
- Bank Fukushima
- Bank Daitō

## Transport

### Lotniska
- Port lotniczy Fukushima

### Kolej
| - JR East – Tōhoku Shinkansen - JR East – Yamagata Shinkansen - JR East – Tōhoku Main Line - JR East – Ōu Main Line (Yamagata Line) - JR East – Tadami Line | - JR East – Jōban Line - JR East – Ban’etsu East Line - JR East – Ban’etsu West Line - JR East – Suigun Line | - Fukushima Transportation, Inc. – Iizaka Line - Aizu Railway – Aizu Line - Yagan Railway Co., Ltd. – Aizu Kinugawa Line - AbukumaExpress, Ltd. – Abukuma Express Line - Fukushima Rinkai Railway – Fukushima Rinkai Railway Main Line |

JR East – East Japan Railway Company

### Drogi
- Autostrady płatne: Ban’etsu, Jōban, Tōhoku

#### Autostrady państwowe
- Numer 4, 6, 13, 49, 113, 114, 115, 118, 121, 252, 288, 289, 294, 349, 352, 399, 400, 401, 459.

## Edukacja

### Uniwersytety
| - Fukushima University - Fukushima College - Fukushima Medical University | - The University of Aizu - College of Engineering, Nihon University - Ohu University (Ōu Daigaku) | - Koriyama Women’s University - Higashi Nippon International University - Iwaki Meisei University |

Ponadto w prefekturze znajduje się pięć „uczelni krótkoterminowych”, czyli tanki-daigaku (短期大学). Są to szkoły półwyższe (lub inaczej szkoły policealne), oferujące studia trwające 2–3 lata, po ukończeniu wyższej szkoły średniej (kōtō-gakkō).

## Kultura
Legenda głosi, że nazwa równiny Adachigahara pochodzi od imienia kobiety-olbrzyma, która wędrowała przez te tereny.

## Język
W prefekturze powszechny jest dialekt japońskiego Tōhoku-ben.

## Ciekawostki
Na terenie prefektury znajduje się wioska Hinoemata, znana z przedstawień teatru kabuki na wolnym powietrzu. Jest ona także słynna lokalnie z powodu makaronu gryczanego (soba), a w skali kraju jest traktowana jako brama na mokradła Oze-ga-hara.
Co roku, od 800 lat, w lipcu w mieście Tajima odbywa się Aizu-Tajima Gion Festival. Jego punktem kulminacyjnym jest parada mężczyzn ubranych w hakama i kobiet w tradycyjnych strojach ślubnych oraz przedstawienia teatru kabuki, grane przez dzieci.

## Turystyka
- Narodowe Japońskie Towarzystwo Turystyczne (ang.)